# Smekmånad på tre
Smekmånad på tre (engelska: Move Over, Darling) är en amerikansk komedifilm från 1963 i regi av Michael Gordon.
I huvudrollerna ses Doris Day, James Garner och Polly Bergen. Filmen är en nyinspelning av screwballkomedin Min favorithustru från 1940, med Irene Dunne, Cary Grant och Gail Patrick.

## Rollista i urval
- Doris Day - Ellen Wagstaff Arden
- James Garner - Nick Arden
- Polly Bergen - Bianca Steele Arden
- Thelma Ritter - Grace Arden
- Fred Clark - Mr. Codd
- Don Knotts - skoförsäljare
- Chuck Connors - Adam
- Edgar Buchanan - domare Bryson
- John Astin - Clyde Prokey
- Elliott Reid - doktor Herman Schlick
- Pat Harrington, Jr. - distriktsåklagare

## Musik i filmen i urval
- "Move Over Darling" – musik och text av Joe Lubin, Hal Kanter och Terry Melcher (Days son), sång av Doris Day
- "Twinkle Lullaby" – musik och text av Joe Lubin, sång av Doris Day